# Roseanne Barr
Roseanne Cherrie Barr (n. 3 noiembrie 1952, Salt Lake City, Utah, SUA) este o actriță americană, comediană, scriitoare, producătoare și candidată la președinție. Barr și-a început cariera în stand-up comedy înainte de a câștiga aprecieri în serialul de televiziune Roseanne (1988-1997; 2018). A câștigat un premiu Emmy și un Glob de Aur pentru cea mai bună actriță pentru munca sa din serial.
Barr a devenit un comediant de rezervă în 1980. La sfârșitul anilor 1980 și începutul anilor 1990, ea a câștigat faima prin rolul ei din Roseanne și alte spectacole. Barr a stârnit controverse atunci când a interpretat „The Star-Spangled Banner” la un joc de baseball difuzat la nivel național pe 25 iulie 1990. După ce a cântat imnul în ceea ce mulți au considerat a fi o manieră deliberat lipsită de respect, Barr a apucat-o de inghină și a scuipat. Această performanță a fost condamnată de fanii de baseball și de scriitori de sport și a fost numită „rușinoasă” de președintele de atunci George H. W. Bush.
Barr a fost activ și deschis în probleme politice. Ea a câștigat aproape 70.000 de voturi pentru președinte la alegerile generale din 2012, în calitate de candidat prezidențial al Partidului de stânga Pace și Libertate. După ce Donald Trump și-a anunțat candidatura la funcția de președinte în 2015, Kelly Weill de la Daily Beast a scris că Barr „s-a îndreptat” în politica sa. După ce Roseanne a fost reînviată, Trump a sunat-o pentru a o felicita pentru ratingul emisiunii și pentru a-i mulțumi pentru sprijin. Ea și-a apărat frecvent sprijinul față de Trump și a fost criticată pentru că a făcut atacuri personale și a promovat teoriile conspirației și știrile false.
Roseanne a fost reînviată în 2018 pe ABC. Un succes de rating, a fost reînnoit pentru un sezon suplimentar, dar a fost anulat după ce Barr a făcut un tweet controversat condamnat ca rasist de mulți comentatori. Barr s-a referit la tweet ca „o glumă proastă”.

## Legături externe
- Site web oficial
- Roseanne Barr la Internet Movie Database
- Roseanne la Allmovie